# Salix ludingensis
Salix ludingensis — вид квіткових рослин із родини вербових (Salicaceae).

## Морфологічна характеристика
Це кущ до 20 см заввишки. Молоді гілочки волосисті, 1-річні гілочки червоно-червоні, голі. Листкова ніжка 2–5 мм, гола; листкова пластинка оберненояйцеподібна або еліптична, абаксіально (низ) зеленувата, спочатку ворсиста, гола, адаксіально зелена, блискуча, гола, край цілий або дистально городчастий, верхівка закруглена. Чоловіча сережка 1–2 см. Жіноча сережка 1–1.5 см.

## Середовище проживання
Сичуань. Населяє гірські схили; на висотах 2400–3600 метрів.